# Meike de Nooy
Meike de Nooy (Eindhoven, 2 mei 1983) is een Nederlandse waterpolospeelster.
In 2008 maakte ze als goalie haar olympische debuut op de Olympische Spelen van Peking.
Ze woont in Renkum en was aangesloten bij Het Ravijn in Nijverdal. Ze verliet Nederland nadat ze, net als Iefke van Belkum, een studiebeurs kreeg aangeboden voor de Universiteit van Hawaï in Manoa. Meike de Nooy studeert hier psychologie en werkt aan haar topsportcarrière.

## Titels
- KNZB beker - 2008
- Nederlands kampioen - 2008
- Olympisch kampioen waterpolo - 2008

## Palmares
- 2008:  Olympische Spelen van Peking

Iefke van Belkum · 
Gillian van den Berg · 
Daniëlle de Bruijn · 
Mieke Cabout · 
Rianne Guichelaar · 
Biurakn Hakhverdian · 
Marieke van den Ham · 
Noeki Klein · 
Simone Koot · 
Ilse van der Meijden · 
Meike de Nooy · 
Alette Sijbring · 
Yasemin Smit · 
Robin van Galen (bondscoach) · 
Arno Havenga (teammanager)